# William T. Riker
William Thomas Riker est un personnage appartenant à l'univers de Star Trek. Il joue un rôle majeur dans les sept saisons de Star Trek : La Nouvelle Génération et dans les quatre films qui font suite à cette série. Will Riker est incarné par le comédien et réalisateur américain Jonathan Frakes.

## Biographie
Né sur Terre à Valdez (Alaska) en 2335, William Thomas Riker est le fils de Kyle Riker qui se voit contraint d’assumer seul son éducation après la mort de son épouse au cours de l’année 2337. En 2350, ce spécialiste en stratégie, conseiller occasionnel pour le compte de Starfleet, estime toutefois que son fils est désormais capable de prendre son existence en main et il abandonne soudainement l’adolescent à son sort.
Sans le savoir, le jeune William est d’ailleurs prédestiné à vivre des aventures hors du commun en rapport direct avec la diversité des formes de vie fréquentant la galaxie. L’un de ses ancêtres, prénommé Thaddius, qui servait en tant que colonel dans l’armée de l’Union au cours de la Guerre de Sécession et accompagnait notamment le général nordiste Sherman lors de son inexorable marche sur la ville d’Atlanta, est en effet blessé à Pine Mountain en 1864 et n’a alors la vie sauve que grâce à l’intervention d'un certain « Quinn », en fait membre du Continuum Q qui l’aide à s’éloigner du front.
La jeunesse relativement rude et solitaire de Will Riker ne l’a pas empêché de développer de réels talents de bluffeur au poker, un goût prononcé pour la préparation de mets traditionnels, venu de l’époque où il cuisinait quotidiennement pour son père et pour lui-même, ainsi qu’une véritable passion pour la musique de jazz qui le conduit à s’essayer de façon tout à fait honorable à la pratique du trombone.
En 2353, William Riker entre à l’Académie de Starfleet d’où il sort huitième de sa promotion en 2357. Tout d’abord affecté à bord du Pegasus sous le commandement du capitaine Eric Pressman, il est contraint l’année suivante de quitter précipitamment le navire en compagnie de son supérieur et de six autres membres d’équipage, seuls survivants de la disparition du bâtiment. Toujours en 2358, le jeune lieutenant Riker se remet de ses émotions sur la planète Betazed (où il tombe amoureux de Deanna Troi dont il devient l'« imzadi » avant que le couple soit contraint de se séparer) en attendant son transfert vers le Potemkin. La mission de sauvetage qu’il conduit sur Nervala IV trois ans plus tard lui vaut une accession immédiate au rang de lieutenant commandeur, une citation pour bravoure exceptionnelle et l’une des cinq décorations qu’il aura l’occasion de recevoir entre 2357 et 2369. Lors de son bref passage sur le Hood, en compagnie du capitaine Robert DeSoto, il obtient enfin le grade de commandeur.
En 2364, Riker refuse une nouvelle promotion assortie du commandement du Drake. Il préfère en effet servir sous les ordres du capitaine Jean-Luc Picard en devenant premier officier de l’Enterprise-D, vaisseau qu’il rejoint en orbite de la planète Deneb IV (où il contribue à résoudre le mystère entourant la station Farpoint). Jusqu’en 2371, il renouvellera d’ailleurs à plusieurs reprises son refus de commander son propre bâtiment. Il s’illustrera en revanche aux côtés (et occasionnellement à la tête) de l’équipage de l’Enterprise-D, multipliant les actes de bravoure et ne manquant que peu d’occasions d’affirmer une personnalité hors du commun (sa manière atypique de venir à bout des problèmes rencontrés s’avérant le plus souvent particulièrement payante).
Sur le plan personnel, les retrouvailles entre William Riker et son père (25 ans après le départ de ce dernier) à bord de l’Enterprise-D s'avèrent particulièrement difficiles compte tenu de la brutalité avec laquelle Kyle Riker a jadis délaissé son fils. S’il est biologiquement fils unique, Will possède en outre un « jumeau » qui est en fait sa réplique exacte. Né d’un incident survenu en 2361 alors que le Potemkin téléportait d’urgence une équipe envoyée à la surface de la planète Nervala IV, cet autre Riker, créé à l’insu de tous, s’est vu dans l’obligation de survivre seul durant de longues années avant d’être secouru en 2369 par l’Enterprise-D. Ce double comprend rapidement la nécessité de se distinguer autant que possible du bras droit de Jean-Luc Picard et choisit de se faire appeler par son second prénom, Thomas. Il décide en revanche de rester officier de Starfleet, rejoint l’équipage du Gandhi avec le grade de lieutenant, abandonne finalement son poste pour rejoindre les rangs du Maquis moins d’un an plus tard puis se voit arrêté par les Cardassiens dans le système d’Orias. Thomas Riker est finalement condamné à la réclusion à perpétuité au sein du camp de travail de Lazon II.
Fidèle à son poste aux côtés de Picard sur la passerelle du tout nouvel Enterprise-E, William Riker participe en 2373 au combat contre les Borgs qui semblent vouloir modifier le passé de la Terre. Envoyé en mission sur cette planète (passablement délabrée à la fin du XXIe siècle), le premier officier se met à la recherche de Zefram Cochrane et assiste finalement le célèbre scientifique dans les travaux conduisant au vol historique du Phœnix (la première fusée terrienne capable d’atteindre la vitesse de distorsion).
Lorsque le capitaine Picard décide en 2375 de braver les ordres de ses supérieurs afin d’aider le peuple Ba'ku à conserver le secret particulièrement convoité de son éternelle jeunesse, son premier officier se range à ses côtés et prend temporairement le commandement du navire. Au cours d’une manœuvre inédite (dorénavant appelée à figurer dans les manuels de l’Académie sous le nom de « Manœuvre de Riker »), il élimine notamment les vaisseaux Son’a qui l’avaient pris en chasse avant d’assister à la destruction de la station orbitale qui devait permettre la confiscation des particules indispensables à la survie des Ba’ku.
Cette mission ayant permis au commander Riker de se rapprocher de Deanna Troi (dont il est toujours resté l'« imzadi » en dépit des liaisons qui ont jalonné son existence), les deux officiers finissent par convoler en justes noces sur Terre en 2379. Ils font ensuite route vers Betazed à bord de l'Enterprise-E) lorsque le vaisseau et son équipage sont confrontés à la machination ourdie par Shinzon qui vient de s'emparer du pouvoir sur la planète-mère de l'Empire Stellaire Romulien.
Au terme de ce nouvel affrontement, William T. Riker quitte finalement le navire de Jean-Luc Picard afin de prendre le commandement de son propre bâtiment de Starfleet, le Titan.
Dans le futur possible suggéré par Q au capitaine Jean-Luc Picard en 2370, William Riker est devenu amiral de Starfleet. (TNG: 7X25-7x26 :  Toutes les bonnes choses... Partie 1 et Partie 2)

## Apparitions

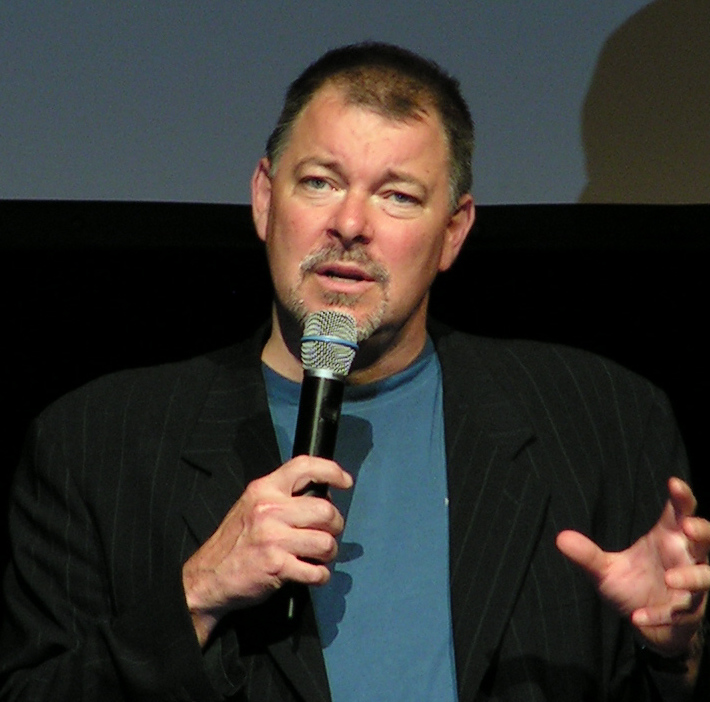
Jonathan Frakes, ici en 2005, a incarné le personnage dans plusieurs films et séries Star Trek. Il a également réalisé plusieurs épisodes et films.

Sauf indication contraire, les informations mentionnées dans cette section peuvent être confirmées par la base de données cinématographiques IMDb,  présente dans la section « Liens externes ».

### Télévision
Entre 1987 et 1994, William T. Riker apparait dans 175 épisodes de Star Trek : La Nouvelle Génération, il est absent de seulement 3 épisodes. En 1996, le personnage est présent dans un épisode de la saison 2 de Star Trek: Voyager. En 2005, il apparait aux côtés de Deanna Troi dans le tout dernier épisode de Star Trek: Enterprise.
On retrouve aussi le personnage dans la série d'animation Star Trek: Lower Decks en 2020.
Son « jumeau » né d'un problème de téléportation (Thomas Riker) apparait dans l'épisode Seconde Chance de la 6e saison de La Nouvelle Génération et dans l'épisode Le Défiant de la Saison 3 de Star Trek: Deep Space Nine en 1994.
En dehors de l’univers Star Trek, le personnage est présent dans un épisode de la série d'animation Les Griffin en 2005.

### Cinéma
Jonathan Frakes incarne à nouveau le personnage dans les films Star Trek : Générations (1994), Star Trek : Premier Contact (1996), Star Trek : Insurrection (1998) et Star Trek : Nemesis (2002). L'acteur a par ailleurs officié comme réalisateur de Premier Contact et Insurrection.